# Robert Golob
Robert Golob (født 23. januar 1967) er en slovensk forretningsmand og politiker. Han er den nuværende premierminister i Slovenien og har været leder af partiet Frihedsbevægelsen siden 2022.

## Uddannelse
Golob fik en ph.d. i elektroteknik ved universitetet i Ljubljana i 1994. Efter sine studier var han Fulbright-stipendiat i USA ved Georgia Institute of Technology i Atlanta.

## Forretningskarriere
I 2004 var Golob med til at stifte energihandelsselskabet GEN-I, som er statskontrolleret, og hvor han var bestyrelsesformand indtil 2021.

## Politisk karriere
Fra maj 1999 til juni 2000 var Golob statssekretær i økonomiministeriet i regeringen ledet af premierminister Janez Drnovšek fra Det Liberaldemokratiske Parti (Liberalna demokracija Slovenije). I 2002 blev han valgt til byrådet i Nova Gorica. I 2011 sluttede Golob sig til partiet Positiv Slovenien (Pozitivna Slovenija), grundlagt af borgmesteren i Ljubljana Zoran Janković. I 2013-2014 med stigende spændinger i partiet mellem dets grundlægger og formand Zoran Janković og premierminister Alenka Bratušek, spillede Golob en mæglerrolle mellem de to fraktioner. Ved den sidste splittelse i partiet i april 2014 sluttede han sig til udbryderpartiet Alenke Bratušeks parti (SAB, Stranka Alenke Bratušek) og blev en af dets næstformænd. Efter SAB's dårlige valgresultat i det efterfølgende valg i 2014, hvor det kun fik fire mandater, forlod han landspolitik og forblev kun aktiv som lokalpolitiker i Nova Gorica; han var formand for bydelsrådet i Kromberk - Loke mellem 2010 og 2014 og forblev byrådsmedlem indtil 2022.
Da hans mandat som formand for GEN-I sluttede i 2021, og det ikke blev fornyet, besluttede Golob at tage en aktiv rolle i landspolitik igen. I januar 2022 overtog han det lille Grønne Aktionsparti som var stiftet året før og omdøbte det til Frihedsbevægelsen. Ved det slovenske parlamentsvalg 24. april 2022 vandt Frihedsbevægelsen 41 af de 90 pladser i Nationalforsamlingen.
25. maj 2022 blev Robert Golob valgt af parlamentet til premierminister for Republikken Slovenien.